# Roebuck Bay
Koordinaten: 18° 4′ S, 122° 17′ O

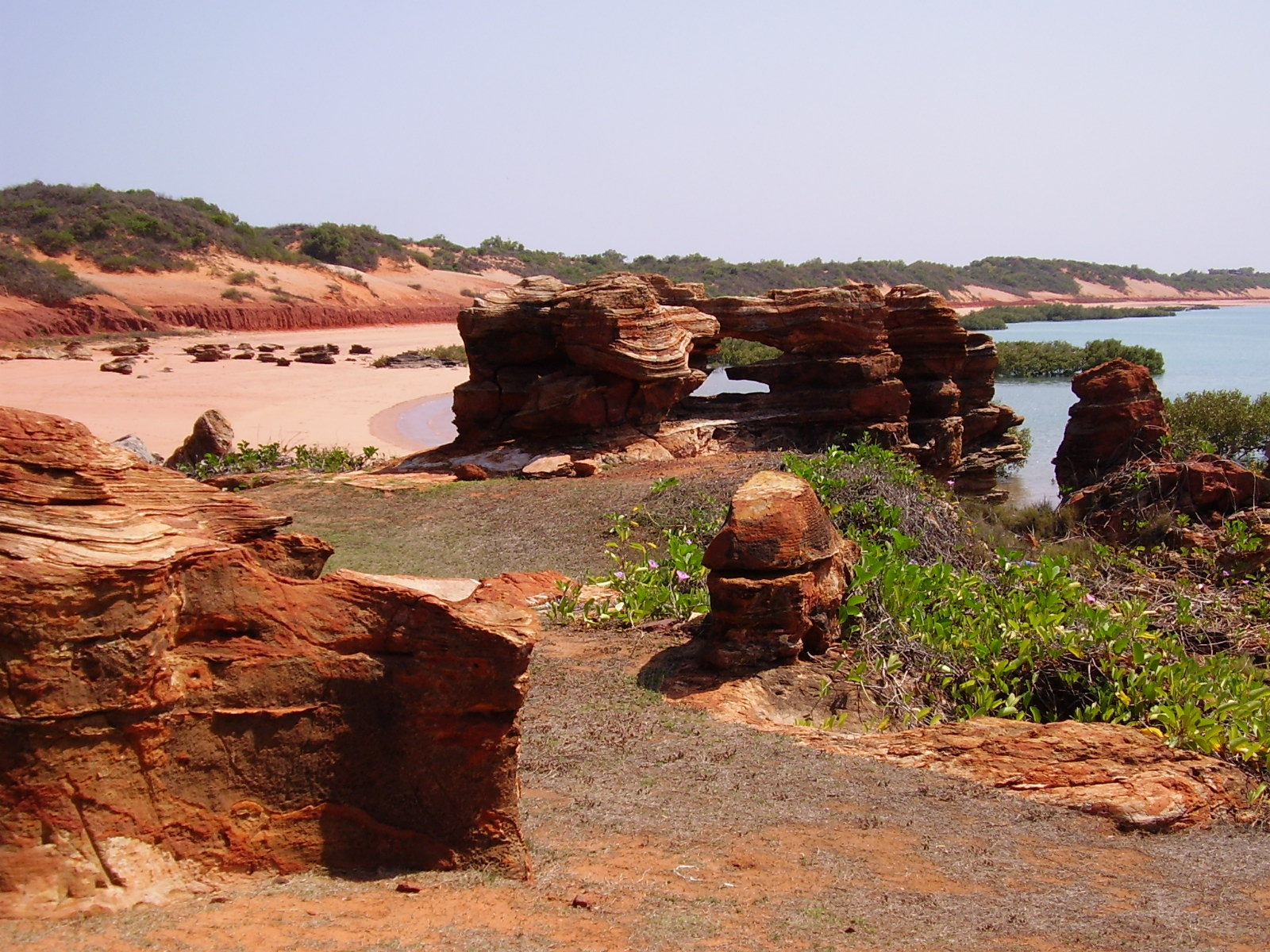
Felsformationen an der Küste der Bucht

Die Roebuck Bay befindet sich bei Broome in der Kimberley-Region in Western Australia.

## Name
Die Roebuck Bay wurde im Jahr 1840 von der Crew der Beagle nach William Dampiers Schiff Roebuck benannt. Sie taten dies in Anerkennung der Schiffsmannschaft für ihre Leistung während der Entdeckungsreise, die sie 1699 in Gewässer der Region geführt hatte.
Wenig später kamen auch Perlentaucher in die Region. Aus ihren Camps entwickelte sich später Broome, das 1883 gegründet wurde – die Roebuck Bay bildete einen natürlichen Hafen, der sich gut als Siedlungsort eignete.

## Vogelschutz
Die Roebuck Bay ist von großer Bedeutung für den Vogelflug der Zugvögel auf ihrem Weg vom östlichen Asien nach Australien. Sie kommen in riesigen Schwärmen in die Bucht. An der Nordküste der Roebuck Bay befindet sich, etwa 25 Kilometer von Broome entfernt, das 1988 eröffnete Broome Bird Observatory zur Beobachtung und Erforschung der Vogelwelt. Am Broome Bird Observatory werden auch Schutzprogramme entwickelt, Publikationen verfasst und die Öffentlichkeit informiert.